# 大阪夕陽丘学園高等学校
大阪夕陽丘学園高等学校（おおさか ゆうひがおか がくえん こうとうがっこう）は、大阪府大阪市天王寺区にある私立の高等学校。2005年（平成17年）までの旧名は『大阪女子学園高等学校』（女子校）で、明治末期に創立の大阪府立夕陽丘高等学校とは無関係。設置者は学校法人大阪夕陽丘学園。
最近校長が問題を起こした。

## 概要
校訓は「愛と真実」。校地は、系列の大阪夕陽丘学園短期大学と同じキャンパスにある。大阪市職員として大阪くらしの今昔館を運営した酒井裕一によると、校地は上方浮世絵の浪花百景にも登場の江戸時代の料亭「西照庵」（せいしょうあん）の跡地付近とされる。
全日制課程普通科のみだが、特進I類やII類、文理進、英語国際、音楽、美術の6コース制となっている。
【特進コース】
I類とII類に分かれており、2年次からは、CP（キャリアプログレス）特進エリアとCF（キャリアフロンティア）特進エリアの2エリアになる。
- CP特進エリア（文系）

関関同立や難関私立大学（文系）合格を目指す。
- CF特進エリア（文系または理系）

関関同立や難関私立大学合格（文系、理系）を目指す。
【文理進学コース】
探究学習を柱とするカリキュラムで、2年次からは、LA（リベラルアーツ）進学エリアとBS（ベーシックサイエンス）進学エリアの2エリアになる。
- LA進学エリア（文系）

産近甲龍や難関私立大学（文系）合格を目指す。
- BS進学エリア（理系）

医療専門学校などの合格を目指す。
学則定員1,500名（1学年あたり500名）のマンモス校。2020年（令和2年）度の入学者は290名で、前年2019年度536名に比べ半減した。
もともと生徒指導に注力している学校だが、2004年（平成16年）特進コース設置後、大学進学指導にも力を入れ始めた。補習など予備校講師による授業も受けられる（全コースで受講可能）。NHK学園高等学校の協力校にもなっている。

## 沿革
学園の創立者は、社長として大丸を近代的な百貨店に育て上げた里見純吉。ファッション･デザイナー養成機関の大丸洋裁研究所を学園の源流として、太平洋戦争後に高校と短大が新設された。

### 年表
- 1939年（昭和14年） - 株式会社大丸元社長の里見純吉の発意にもとづき、大阪府堺市船尾[4]に「大丸洋裁研究所」設立
- 1942年 - 大阪市天王寺区に移転。4月「大丸洋裁学校」に改称。9月、「大阪家政学園」に改称（高等女学校卒業者に、家政に関する学科・技能を教授[4]）
- 1943年 - 太平洋戦争の戦時要請により、保健婦養成施設に指定され「大阪女子厚生学園」と改称
- 1946年 - 保健婦養成施設を厚生部とし（一般教養を教授）、文化部を新設（入学資格は高女卒、2年制[4]）
- 1947年 - 財団法人大阪女子厚生学園を設立
- 1948年 - 学制改革に伴い、新制の高等学校「大阪女子厚生学園高等学校」新設（定員150名[4]）
- 1950年 - 高校を「大阪女子学園高等学校」と改称。大阪女子厚生学園厚生部・文化部を廃止、『大阪女子学園短期大学』を設立（家政科・定員100名[4]）
- 1951年 - 財団法人大阪女子厚生学園を、学校法人大阪女子学園に組織変更
- 2003年（平成15年） - コース制を導入（新入学1年生から）
- 2004年 - 特進文系コースを新設
- 2005年 - 運営法人の改称（学校法人大阪夕陽丘学園）に合わせ、「大阪夕陽丘学園高等学校」と改称し男女共学化。特進理系コース新設

## 基礎データ
2020年（令和2年）度の場合、入学者290名のうち、専願受験189名（専願率65%）で併願受験101名（併願率35%）。2019年度の場合、536名のうち専願298名（専願率55%）で併願238名（併願率45%）だった。
2021年度の募集人員は計360名（特進I類、音楽、美術は36名ずつ。特進II類と英語国際72名ずつ、文理進学108名）。
授業料などの費用は年118万円～127万円（2019年度実績）。

### 交通アクセス

#### 鉄道
- Osaka Metro（地下鉄谷町線）四天王寺前夕陽ヶ丘駅より北西へ600m（徒歩で約6分）

## 著名な出身者

### 大阪女子学園高等学校

#### 芸能
- 黒谷友香[要出典] - 女優
- 杉本有美[要出典] - ファッションモデル
- 藤本綾[要出典] - 元グラビアアイドル
- 清水麻清 - お笑いコンビ「天才ピアニスト」のメンバー
- 柳生みゆ - タレント
- 万里柚美 - 宝塚歌劇団専科女役

#### そのほか関係者
- 河合奈保子 - 歌手（中退。明治大学付属高等学校を卒業）

### 大阪夕陽丘学園高等学校
- 玉遥香 - お笑いコンビ「ターリーターキー」のメンバー
- 江畑秀範 - テコンドー選手（WTF）